# Nekrolog 4. Quartal 1969
Nekrolog
◄◄
| ◄
| 1965
| 1966
| 1967
| 1968
| 1969 | 1970 | 1971 | 1972 | 1973 | ► | ►►
1. Quartal |
2. Quartal |
3. Quartal |
4. Quartal 1969
Weitere Ereignisse | Allgemeiner Nekrolog 1969
Die Beschreibung der verstorbenen Person sollte so kurz wie möglich gehalten sein und nur deren signifikante Tätigkeit(en) enthalten.
Neue Namen ggf. auch unter dem Geburts- und Sterbedatum, also etwa unter 1. Januar und im Geburts- und Sterbejahr (2024) eintragen (nur bei entsprechender großer Wichtigkeit). Für Beispiele siehe die schon vorhandenen Artikel.
Außerdem über die fünf zuletzt Verstorbenen, zu denen es einen ausreichend guten Artikel für eine Präsentation auf der Hauptseite gibt, nach der todesbedingten Überarbeitung der Artikel ggf. auch unter Wikipedia Diskussion:Hauptseite informieren und sie am besten auch in den anderen Wikipedia-Sprachversionen eintragen. Tipp: Regelmäßig bei news.google.de nach „ist tot“, „gestorben“ oder „verstorben“ suchen.
Wenn eine Person gestorben ist, gibt es viele Seiten zu dieser Person in der Wikipedia, die davon auch betroffen sind und entsprechend aktualisiert werden müssen. Beispiele: Namenübersichtsseite, Geburtsjahr, Geburtsort-Seiten und viele mehr.
Wie finde ich die betroffenen Seiten?
Im Suchfeld auf der linken Seite gibt man den Suchbegriff so ein: „Vorname Nachname“. Dann klickt man auf Volltext und alle Seiten mit entsprechendem Suchtext werden aufgerufen. Hier sieht man dann schnell, wo auch das Todesjahr Sinn macht oder sogar ein Teil des Artikels angepasst werden muss. Auch hilft das „Werkzeug“ auf der linken Seite sehr gut, um solche Seiten aufzufinden: „Links auf diese Seite“. Somit ist die Wikipedia wieder aktuell in allen Bereichen! Hinweis: bei Eintragung der Kategorie „Gestorben JAHR“ wird der Missbrauchsfilter 49 ausgelöst, was jedoch nicht schlimm ist. Siehe: Spezial:Missbrauchsfilter/49
Dies ist eine Liste von im vierten Quartal 1969 verstorbenen bekannten Persönlichkeiten. Die Einträge erfolgen innerhalb der einzelnen Daten alphabetisch sortiert. Tiere sind im Nekrolog für Tiere zu finden.

## Oktober
| Tag         | Name                                           | Beruf, bekannt als                                                                                              | Alter | Beleg |
| ----------- | ---------------------------------------------- | --- | ----- | ----- |
| 1. Oktober  | Gunnar Andersson                               | schwedischer Fußballspieler                                                                                     | 41    |       |
| 1. Oktober  | Thomas Francis junior                          | US-amerikanischer Arzt, Virologe und Epidemiologe                                                               | 69    |       |
| 1. Oktober  | Martin Fuchs                                   | österreichischer Journalist und Diplomat                                                                        | 66    |       |
| 1. Oktober  | Alexandru Moghioroș                            | rumänischer Politiker (PCR)                                                                                     | 57    |       |
| 1. Oktober  | Maria Müller                                   | Schweizer Agrarwissenschaftlerin                                                                                | 75    |       |
| 2. Oktober  | Arthur John Arberry                            | britischer Orientalist                                                                                          | 64    |       |
| 2. Oktober  | George Cœdès                                   | französischer Südostasien-Forscher und Thaiist                                                                  | 83    |       |
| 2. Oktober  | John Ambrose Meyer                             | US-amerikanischer Politiker                                                                                     | 70    |       |
| 2. Oktober  | Ernst Niedorff                                 | deutscher Politiker (SPD), MdHB                                                                                 | 59    |       |
| 2. Oktober  | Katharine Susannah Prichard                    | australische Schriftstellerin                                                                                   | 85    |       |
| 3. Oktober  | Charles Burnell                                | britischer Ruderer                                                                                              | 93    |       |
| 3. Oktober  | Richard Hammer                                 | deutscher Politiker (FDP), MdL                                                                                  | 72    |       |
| 3. Oktober  | Skip James                                     | US-amerikanischer Bluessänger, -gitarrist und -pianist                                                          | 67    |       |
| 3. Oktober  | Eugen Fürst zu Oettingen-Wallerstein           | deutscher Politiker (Bayernpartei), MdB                                                                         | 84    |       |
| 4. Oktober  | Guilherme Rebelo de Andrade                    | portugiesischer Architekt                                                                                       | 78    |       |
| 4. Oktober  | Léon Brillouin                                 | französisch-amerikanischer Physiker                                                                             | 80    |       |
| 4. Oktober  | Felix Moeschlin                                | Schweizer Schriftsteller, Journalist und Nationalrat                                                            | 87    |       |
| 4. Oktober  | Alfred Rotsch                                  | deutscher Chemiker und Getreideforscher                                                                         | 63    |       |
| 4. Oktober  | Franz Schweizer                                | deutscher Zauberkünstler                                                                                        | 83    |       |
| 4. Oktober  | Jerzy Stempowski                               | polnischer Literaturkritiker, Essayist                                                                          | 74    |       |
| 4. Oktober  | Arnold Winkler                                 | österreichischer Historiker                                                                                     | 87    |       |
| 5. Oktober  | Harry Emerson Fosdick                          | amerikanischer Geistlicher, Lehrer, Autor                                                                       | 91    |       |
| 5. Oktober  | Luise Kassow-Lange                             | deutsche Malerin                                                                                                | 90    |       |
| 5. Oktober  | Joseph Klersch                                 | deutscher Historiker                                                                                            | 76    |       |
| 5. Oktober  | Léon Martinaud-Déplat                          | französischer Politiker, Mitglied der Nationalversammlung und Anwalt                                            | 70    |       |
| 5. Oktober  | Theophilus Shickel Painter                     | amerikanischer Genetiker                                                                                        | 80    |       |
| 5. Oktober  | Heribert Schwörbel                             | deutscher Diplomat                                                                                              | 88    |       |
| 6. Oktober  | Volger Andersson                               | schwedischer Skilangläufer                                                                                      | 73    |       |
| 6. Oktober  | William Lee Cazort                             | US-amerikanischer Politiker, Vizegouverneur von Arkansas                                                        | 81    |       |
| 6. Oktober  | William Dameshek                               | US-amerikanischer Hämatologe                                                                                    | 69    |       |
| 6. Oktober  | Walter Hagen                                   | amerikanischer Golfer                                                                                           | 76    |       |
| 6. Oktober  | Hanns Hubertus Graf von Merveldt               | deutscher Maler                                                                                                 | 68    |       |
| 6. Oktober  | Robert Pasemann                                | deutscher Leichtathlet                                                                                          | 82    |       |
| 6. Oktober  | Arthur Norman Prior                            | neuseeländisch-britischer Philosoph und Logiker                                                                 | 54    |       |
| 6. Oktober  | Joseph Y. Resnick                              | US-amerikanischer Politiker                                                                                     | 45    |       |
| 6. Oktober  | Felix Riemkasten                               | deutscher Schriftsteller, Esoteriker, Neugeistler und Yogalehrer                                                | 75    |       |
| 7. Oktober  | Lester Kruger Born                             | US-amerikanischer Archivar und Historiker                                                                       | 66    |       |
| 7. Oktober  | Nikolaus Hein                                  | luxemburgischer Altphilologe und Heimatdichter                                                                  | 80    |       |
| 7. Oktober  | August Kratt                                   | deutscher Kaufmann, aktives Mitglied der NSDAP und kommissarischer Bürgermeister von Radolfzell am Bodensee ... | 86    |       |
| 7. Oktober  | Otakar Kubín                                   | tschechisch-französischer Maler, Grafiker und Bildhauer                                                         | 85    |       |
| 7. Oktober  | Ture Nerman                                    | schwedischer Politiker, Mitglied des Riksdag, Journalist und Autor                                              | 83    |       |
| 7. Oktober  | Hermann Quistorf                               | deutscher Schriftsteller und Übersetzer                                                                         | 85    |       |
| 7. Oktober  | Boris de Schloezer                             | russischer Musikschriftsteller, Übersetzer                                                                      | 87    |       |
| 7. Oktober  | Léon Scieur                                    | belgischer Radrennfahrer                                                                                        | 81    |       |
| 7. Oktober  | Fritz Ulrich                                   | deutscher Politiker (SPD), MdR, MdL                                                                             | 81    |       |
| 7. Oktober  | Nils Voss                                      | norwegischer Turner                                                                                             | 83    |       |
| 8. Oktober  | Eduardo Ciannelli                              | italienischer Schauspieler                                                                                      | 80    |       |
| 8. Oktober  | Emil Dovifat                                   | deutscher Publizistikwissenschaftler und Universitätsprofessor                                                  | 78    |       |
| 8. Oktober  | Heinrich Simon                                 | deutscher Fußballspieler                                                                                        | 60    |       |
| 8. Oktober  | Hedwig Wachenheim                              | deutsche Sozialpolitikerin und Historikerin                                                                     | 78    |       |
| 8. Oktober  | Robert von Werz                                | deutscher Pharmakologe, Hochschullehrer, Stabsarzt und Widerstandskämpfer                                       | 67    |       |
| 9. Oktober  | Celia Calderón de la Barca                     | mexikanische Malerin                                                                                            | 48    |       |
| 9. Oktober  | Matthew Kavukattu                              | indischer katholischer Geistlicher der Syro-Malabarischen Kirche und Erzbischof von Changanacherry              | 65    |       |
| 9. Oktober  | Heinrich von Lüttwitz                          | deutscher Offizier und General der Panzertruppe im Zweiten Weltkrieg                                            | 72    |       |
| 9. Oktober  | Fritz Morstein Marx                            | deutsch-amerikanischer Politik- und Verwaltungswissenschaftler                                                  | 69    |       |
| 9. Oktober  | Josef Oberegger                                | österreichischer Hütteningenieur und Politiker, Abgeordneter zum Nationalrat                                    | 73    |       |
| 9. Oktober  | Elsa Rendschmidt                               | deutsche Eiskunstläuferin                                                                                       | 83    |       |
| 9. Oktober  | Waldemar Schön                                 | deutscher Jurist und Politiker (NSDAP)                                                                          | 65    |       |
| 10. Oktober | Kurt Blome                                     | deutscher Politiker (NSDAP), MdR, stellvertretender NS-Reichsärzteführer                                        | 75    |       |
| 10. Oktober | Manuel Manetta                                 | US-amerikanischer Jazzmusiker (Multiinstrumentalist)                                                            | 80    |       |
| 10. Oktober | Leo Mathisen                                   | dänischer Jazzpianist, Sänger, Arrangeur, Komponist und Bandleader                                              | 62    |       |
| 10. Oktober | Robert Winters                                 | kanadischer Politiker (Liberale Partei)                                                                         | 59    |       |
| 11. Oktober | Enrique Ballestrero                            | uruguayischer Fußballtorwart                                                                                    | 64    |       |
| 11. Oktober | Friedrich Brüstle                              | deutscher Pädagoge und Politiker (BCSV, CDU)                                                                    | 70    |       |
| 11. Oktober | Friedrich Lichtenauer                          | deutscher Chirurg                                                                                               | 61    |       |
| 11. Oktober | August Mayer                                   | Generalmajor der Deutschen Volkspolizei                                                                         | 71    |       |
| 11. Oktober | Elisabeth Nettebeck                            | deutsche Politikerin (CDU), MdL                                                                                 | 73    |       |
| 11. Oktober | Kazimierz Sosnkowski                           | Oberbefehlshaber der Polnischen Heimatarmee (Armia Krajowa)                                                     | 83    |       |
| 12. Oktober | Friedrich von Degenfeld-Schonburg              | deutscher Verwaltungsjurist                                                                                     | 91    |       |
| 12. Oktober | Sonja Henie                                    | norwegische Eiskunstläuferin                                                                                    | 57    |       |
| 12. Oktober | Josef Holsner                                  | schwedischer Leichtathlet                                                                                       | 75    |       |
| 12. Oktober | Serge Poliakoff                                | russischer Maler                                                                                                | 69    |       |
| 12. Oktober | Veli Saarinen                                  | finnischer Skilangläufer                                                                                        | 67    |       |
| 12. Oktober | Juho Saaristo                                  | finnischer Speerwerfer                                                                                          | 78    |       |
| 12. Oktober | Max Schur                                      | österreichischer Arzt und Psychoanalytiker                                                                      | 72    |       |
| 12. Oktober | Carlo Speroni                                  | italienischer Langstreckenläufer                                                                                | 74    |       |
| 12. Oktober | Fritz Leopold Steinthal                        | deutsch-argentinischer Rabbiner                                                                                 | 80    |       |
| 12. Oktober | Karl Uhle                                      | deutscher Fußballspieler                                                                                        | 82    |       |
| 13. Oktober | Wilhelm Gontrum                                | deutscher Politiker (CDU), MdB                                                                                  | 59    |       |
| 13. Oktober | Karl Hartlieb                                  | deutscher Philologe und Stimm- und Sprachforscher                                                               | 74    |       |
| 13. Oktober | Fred Kohlmar                                   | US-amerikanischer Filmproduzent                                                                                 | 64    |       |
| 13. Oktober | Pierre Meyrat                                  | französischer Automobilrennfahrer                                                                               | 52    |       |
| 13. Oktober | Helene Wessel                                  | deutsche Politikerin (Zentrum, GVP, SPD), MdB, MdL (Preußen und NRW)                                            | 71    |       |
| 14. Oktober | Harry Haffner                                  | deutscher Jurist und Nationalsozialist                                                                          | 69    |       |
| 14. Oktober | Arnie Herber                                   | US-amerikanischer American-Football-Spieler                                                                     | 59    |       |
| 14. Oktober | Ardeshir Irani                                 | indischer Filmproduzent und Filmregisseur                                                                       | 82    |       |
| 14. Oktober | Otto Kienzle                                   | deutscher Ingenieur, Fertigungsplaner und Hochschullehrer                                                       | 76    |       |
| 14. Oktober | William McKinney                               | US-amerikanischer Jazz-Schlagzeuger und Bandleader                                                              | 74    |       |
| 14. Oktober | Melanie Michaelis                              | deutsche Violinistin                                                                                            | 87    |       |
| 14. Oktober | Hans Mühlenfeld                                | deutscher Politiker (DP, FDP), MdL, MdB                                                                         | 68    |       |
| 14. Oktober | August Sang                                    | estnischer Lyriker                                                                                              | 55    |       |
| 14. Oktober | Zenryō Shimabukuro                             | japanischer Karateka, Gründer des Seibukan Karate Dojo                                                          | 59    |       |
| 14. Oktober | Armin Walther                                  | deutscher Widerstandskämpfer und Werkdirektor                                                                   | 73    |       |
| 14. Oktober | Otto Wendt                                     | deutscher Politiker                                                                                             | 80    |       |
| 15. Oktober | Antoinette Brouwer                             | niederländische Malerin                                                                                         | 75    |       |
| 15. Oktober | Friedrich Franz                                | Ingenieur | 80    |       |
| 15. Oktober | Márton Homonnai                                | ungarischer Wasserballspieler                                                                                   | 63    |       |
| 15. Oktober | Rod La Rocque                                  | US-amerikanischer Filmschauspieler, vornehmlich in Stummfilmen                                                  | 70    |       |
| 15. Oktober | Karl Saller                                    | deutscher Anthropologe und Arzt                                                                                 | 67    |       |
| 15. Oktober | Willy Müller-Lückendorf                        | deutscher Maler                                                                                                 | 64    |       |
| 15. Oktober | Abdirashid Ali Shermarke                       | erster Premierminister und zweiter Präsident Somalias                                                           |       |       |
| 15. Oktober | Nils Graf Stenbock-Fermor                      | deutscher Maler, Zeichner, Illustrator und Bühnenbildner                                                        | 65    |       |
| 15. Oktober | Bruno Valentin                                 | deutsch-brasilianischer Orthopäde und Hochschullehrer                                                           | 84    |       |
| 16. Oktober | Leonard Chess                                  | polnisch-US-amerikanischer Unternehmer                                                                          | 52    |       |
| 16. Oktober | Hanns Dahn                                     | deutscher Rechtsanwalt                                                                                          | 81    |       |
| 16. Oktober | Heinrich Krehle                                | deutscher Gewerkschafter und Politiker (CSU), MdL, bayerischer Staatsminister                                   | 77    |       |
| 16. Oktober | Billy Munro                                    | amerikanisch-kanadischer Pianist und Komponist                                                                  |       |       |
| 16. Oktober | Hans Martin Ruwoldt                            | deutscher Bildhauer                                                                                             | 78    |       |
| 16. Oktober | Hans Saebens                                   | deutscher Maler, Grafiker und Landschaftsfotograf                                                               | 74    |       |
| 16. Oktober | Theodora von Griechenland sen.                 | Prinzessin von Griechenland und Dänemark                                                                        | 63    |       |
| 17. Oktober | Hermann Erpf                                   | deutscher Musikpädagoge                                                                                         | 78    |       |
| 17. Oktober | Horst Lommer                                   | deutscher Lyriker und Schauspieler                                                                              | 64    |       |
| 18. Oktober | Filippo Bottino                                | italienischer Gewichtheber und Olympiasieger                                                                    | 80    |       |
| 18. Oktober | Martin Gusinde                                 | österreichischer Anthropologe, Priester                                                                         | 82    |       |
| 18. Oktober | Lacey Hearn                                    | US-amerikanischer Mittelstreckenläufer                                                                          | 88    |       |
| 18. Oktober | Emrys Hughes                                   | walisischer Politiker, Mitglied des House of Commons                                                            | 75    |       |
| 18. Oktober | Antoni Sadlak                                  | US-amerikanischer Politiker                                                                                     | 61    |       |
| 18. Oktober | Karl Schmidt                                   | deutscher Verwaltungsjurist und Regierungspräsident                                                             | 71    |       |
| 18. Oktober | Heinz Salomon                                  | deutscher Politiker (SPD), MdL                                                                                  | 69    |       |
| 18. Oktober | Hans Stieber                                   | deutscher Komponist, Dramaturg und Hochschullehrer                                                              | 83    |       |
| 19. Oktober | William Longworth                              | australischer Schwimmer                                                                                         | 77    |       |
| 19. Oktober | Karl Süß                                       | deutscher Politiker (FDP/DVP)                                                                                   | 69    |       |
| 19. Oktober | Karl Julius Witt                               | deutscher Politiker (DNVP/NSDAP), MdHB, Hamburger Senator                                                       | 84    |       |
| 20. Oktober | Marte Brill                                    | deutsche Schriftstellerin und Journalistin                                                                      | 75    |       |
| 20. Oktober | Werner Janensch                                | deutscher Paläontologe und Geologe                                                                              | 90    |       |
| 20. Oktober | Peter Remark                                   | deutscher Lehrer und Kommunalpolitiker                                                                          | 88    |       |
| 20. Oktober | Salvatore Rotolo                               | italienischer Ordensgeistlicher und römisch-katholischer Bischof                                                | 88    |       |
| 20. Oktober | Gustav Trost                                   | deutscher Politiker (SPD), MdL                                                                                  | 77    |       |
| 21. Oktober | Victor Calles                                  | deutscher Garten- und Landschaftsarchitekt                                                                      | 68    |       |
| 21. Oktober | Wilhelm Fröhlich                               | Schweizer Lehrer, Erfinder des Radiomann-Baukastens                                                             | 76    |       |
| 21. Oktober | Jack Kerouac                                   | US-amerikanischer Schriftsteller und Beatnik                                                                    | 47    |       |
| 21. Oktober | Gerhard Pechner                                | deutscher Opernsänger (Bass, Bariton, Buffo)                                                                    | 66    |       |
| 21. Oktober | Wacław Sierpiński                              | polnischer Mathematiker                                                                                         | 87    |       |
| 21. Oktober | TV Slim                                        | US-amerikanischer Bluesmusiker                                                                                  | 53    |       |
| 21. Oktober | Georg Vetter                                   | deutscher Maler                                                                                                 | 77    |       |
| 22. Oktober | Alfons von Czibulka                            | österreichisch-deutscher Schriftsteller und Maler                                                               | 81    |       |
| 22. Oktober | Engelbert Czubok                               | tschechisch-deutscher lyrischer Bariton                                                                         | 67    |       |
| 22. Oktober | Tommy Edwards                                  | US-amerikanischer Sänger und Songwriter                                                                         | 47    |       |
| 22. Oktober | Alfred Ewert                                   | britischer Romanist nordamerikanischer Herkunft                                                                 | 78    |       |
| 22. Oktober | Otto Geigenmüller                              | deutscher Polizist und SS-Hauptscharführer                                                                      | 63    |       |
| 22. Oktober | Arthur Tindell Hopwood                         | britischer Paläontologe, Erstbeschreiber der fossilen Menschenaffengattung Proconsul                            | 72    |       |
| 22. Oktober | Nate Kazebier                                  | US-amerikanischer Jazzmusiker                                                                                   | 57    |       |
| 22. Oktober | Rudolf Kristofics-Binder                       | österreichischer Politiker (ÖVP), Abgeordneter zum Nationalrat                                                  | 73    |       |
| 22. Oktober | Behice Maan                                    | 12. Gattin von Sultan Abdülhamid II                                                                             | 87    |       |
| 22. Oktober | Hans-Joachim Martini                           | deutscher Geologe                                                                                               | 61    |       |
| 22. Oktober | Ralph Staub                                    | US-amerikanischer Filmproduzent                                                                                 | 70    |       |
| 22. Oktober | Fritz Steinhoff                                | deutscher Politiker, MdL, MdB, Ministerpräsident                                                                | 71    |       |
| 22. Oktober | Georg Wander                                   | Schweizer Unternehmer, Pharmazeut und Chemiker                                                                  | 71    |       |
| 22. Oktober | Johann Conrad Weilenmann                       | Schweizer Wirtschaftsführer und Generaldirektor der Nahrungsmittelfirma Knorr                                   | 73    |       |
| 23. Oktober | Gottfried Albrecht                             | österreichischer Politiker (SPÖ), Landtagsabgeordneter                                                          | 78    |       |
| 23. Oktober | Robert Dussaut                                 | französischer Komponist und Musiktheoretiker                                                                    | 73    |       |
| 23. Oktober | Norberto Guevara                               | chilenischer Fußballspieler                                                                                     | 77    |       |
| 23. Oktober | Heinrich Ohlhorst                              | deutscher Politiker (SPD), MdL                                                                                  | 91    |       |
| 23. Oktober | Mongi Slim                                     | tunesischer Politiker und Diplomat                                                                              | 61    |       |
| 23. Oktober | George F. Sternberg                            | US-amerikanischer Paläontologe                                                                                  | 86    |       |
| 24. Oktober | Ernst Baars                                    | deutscher Elektrochemiker                                                                                       | 75    |       |
| 24. Oktober | Otto Bohl                                      | Oberbürgermeister der Stadt Augsburg                                                                            | 84    |       |
| 24. Oktober | Hermann Chiari                                 | österreichischer Pathologe                                                                                      | 71    |       |
| 24. Oktober | Otto Jochum                                    | deutscher Komponist, Dirigent und Musikpädagoge                                                                 | 71    |       |
| 24. Oktober | Loys Masson                                    | französischer Schriftsteller                                                                                    | 53    |       |
| 24. Oktober | Christian Wahle                                | deutscher Sänger (Tenor) und Gesangslehrer                                                                      | 85    |       |
| 25. Oktober | Karl Diehl                                     | deutscher Internist                                                                                             | 73    |       |
| 25. Oktober | Will-Erich Peuckert                            | deutscher Volkskundler und Schriftsteller                                                                       | 74    |       |
| 25. Oktober | Edward Herbert Rees                            | US-amerikanischer Politiker                                                                                     | 83    |       |
| 25. Oktober | Nils Sundh                                     | schwedischer Skispringer                                                                                        | 71    |       |
| 25. Oktober | Paul Uhlenbruck                                | deutscher Internist                                                                                             | 72    |       |
| 26. Oktober | Josef Andreas Feuerstein                       | österreichischer Politiker und Landtagspräsident von Vorarlberg                                                 | 77    |       |
| 26. Oktober | Wilhelm Hallbauer                              | deutscher Architekt, Stadt- und Raumplaner, Täter des Holocaust im besetzten Polen                              | 80    |       |
| 26. Oktober | Gustav Seitz                                   | deutscher Bildhauer und Zeichner                                                                                | 63    |       |
| 26. Oktober | Cyril Slater                                   | kanadischer Eishockeyspieler                                                                                    | 72    |       |
| 27. Oktober | Carl-Axel Christiernsson                       | schwedischer Leichtathlet                                                                                       | 71    |       |
| 27. Oktober | Alfred Dornheim                                | deutscher Germanist und Hochschullehrer                                                                         | 60    |       |
| 27. Oktober | Curt Eisfeld                                   | deutscher Betriebswirt                                                                                          | 83    |       |
| 27. Oktober | Jakob Eßer                                     | deutscher Kommunalpolitiker (SPD), Bürgermeister von Hürth                                                      | 68    |       |
| 27. Oktober | Willy Langkeit                                 | deutscher Offizier, zuletzt Brigadegeneral im Bundesgrenzschutz                                                 | 62    |       |
| 27. Oktober | Eric Maschwitz                                 | britischer Entertainer, Textdichter, Autor und Fernsehproduzent                                                 | 68    |       |
| 27. Oktober | Giorgio Scerbanenco                            | italienischer Schriftsteller und Journalist ukrainischer Abstammung                                             | 58    |       |
| 27. Oktober | Ernst Weber                                    | deutscher Offizier, zuletzt Generalmajor der Luftwaffe im Zweiten Weltkrieg                                     | 74    |       |
| 28. Oktober | Luigi Centoz                                   | italienischer Geistlicher, Kurienerzbischof der römisch-katholischen Kirche                                     | 86    |       |
| 28. Oktober | Constance Dowling                              | US-amerikanische Schauspielerin                                                                                 | 49    |       |
| 28. Oktober | Teodoro Fuchs                                  | argentinischer Dirigent und Musikpädagoge                                                                       | 61    |       |
| 28. Oktober | Karlheinz Guder                                | deutscher Boxer                                                                                                 | 35    |       |
| 28. Oktober | Leo Rosenthal                                  | deutscher Fotograf                                                                                              | 85    |       |
| 28. Oktober | Francis Joseph Schenk                          | US-amerikanischer Geistlicher, Bischof von Duluth                                                               | 68    |       |
| 28. Oktober | Kornei Iwanowitsch Tschukowski                 | russischer Dichter, Literaturkritiker und Kinderbuchautor                                                       | 87    |       |
| 29. Oktober | Sholto Douglas, 1. Baron Douglas of Kirtleside | britischer Offizier, zuletzt Marshal of the Royal Air Force                                                     | 75    |       |
| 29. Oktober | Carl Mossdorf                                  | Schweizer Architekt                                                                                             | 68    |       |
| 29. Oktober | Wilhelm Müller-Scheld                          | deutscher Schriftsteller und NS-Funktionär                                                                      | 74    |       |
| 29. Oktober | Francisco José Orlich Bolmarcich               | costa-ricanischer Politiker, Präsident Costa Ricas                                                              | 62    |       |
| 29. Oktober | Sven Salén                                     | schwedischer Segler                                                                                             | 78    |       |
| 29. Oktober | Otto Weissert                                  | deutscher Theaterdirektor                                                                                       | 66    |       |
| 30. Oktober | Erich Bechtolf                                 | deutscher Jurist und Aufsichtsratsvorsitzender der Deutschen Bank                                               | 78    |       |
| 30. Oktober | Max Brandstetter                               | österreichischer Politiker (SDAP), Landtagsabgeordneter                                                         | 68    |       |
| 30. Oktober | Pops Foster                                    | US-amerikanischer Jazz-Bassist                                                                                  | 77    |       |
| 30. Oktober | Uwe Greßmann                                   | deutscher Lyriker                                                                                               | 36    |       |
| 30. Oktober | Anton Plankensteiner                           | österreichischer Politiker (NSDAP), MdR, Landeshauptmann in Vorarlberg während der NS-Zeit                      | 79    |       |
| 30. Oktober | Jonas Andries van Praag                        | niederländischer Romanist und Hispanist                                                                         | 74    |       |
| 30. Oktober | Franz Rabas                                    | sudetendeutscher römisch-katholischer Ordensmann, Geistlicher und Märtyrer                                      | 68    |       |
| 30. Oktober | Tony Sbarbaro                                  | US-amerikanischer Jazz-Schlagzeuger                                                                             | 72    |       |
| 30. Oktober | Étienne Vassy                                  | französischer Geophysiker                                                                                       | 63    |       |
| 30. Oktober | Hans-Henning von Voigt                         | deutscher Künstler                                                                                              | 82    |       |
| 31. Oktober | Carlos Alberto Arroyo del Río                  | Jurist und Staatspräsident Ecuadors                                                                             | 75    |       |
| 31. Oktober | Friedrich Leopold Freiherr von Fürstenberg     | deutscher Diplomat                                                                                              | 67    |       |
| 31. Oktober | Marco Antonio Mandruzzato                      | italienischer Degenfechter                                                                                      | 46    |       |
| 31. Oktober | Tony Pastor                                    | US-amerikanischer Jazzmusiker und Bigband-Leader                                                                | 62    |       |
| 31. Oktober | Wladimir Sagalowitz                            | Schweizer Maler und Graphiker                                                                                   | 71    |       |
| Oktober     | Sylvan Muldoon                                 | US-amerikanischer Autor                                                                                         | 66    |       |
| 00 Oktober  | Leslie Rich                                    | US-amerikanischer Schwimmer                                                                                     | 82    |       |

## November
| Tag          | Name                                      | Beruf, bekannt als                                                                                     | Alter | Beleg |
| ------------ | ----------------------------------------- | --- | ----- | ----- |
| 1. November  | Lorenz Bauer                              | deutscher katholischer Theologe und Hochschullehrer                                                    | 89    |       |
| 1. November  | Hanspeter Fitz                            | deutscher Künstler                                                                                     | 40    |       |
| 1. November  | Josef Hassmann                            | österreichischer Fußballspieler                                                                        | 59    |       |
| 1. November  | Lya Mara                                  | deutsche Stummfilmschauspielerin lettisch-polnischer Herkunft                                          | 76    |       |
| 1. November  | Necdet Yıldırım                           | türkischer Fußballspieler                                                                              | 26    |       |
| 2. November  | Slick Jones                               | US-amerikanischer Jazzmusiker                                                                          | 62    |       |
| 2. November  | Heinrich Kemper                           | deutscher Zoologe                                                                                      | 67    |       |
| 3. November  | Editha Moser                              | österreichische Grafikerin                                                                             | 86    |       |
| 3. November  | Zeki Rıza Sporel                          | türkischer Fußballspieler und -funktionär                                                              | 71    |       |
| 4. November  | Frank G. Clement                          | US-amerikanischer Politiker                                                                            | 49    |       |
| 4. November  | Ernest Gibson junior                      | US-amerikanischer Politiker                                                                            | 68    |       |
| 4. November  | Carlos Marighella                         | brasilianischer Revolutionär und Theoretiker der Stadtguerilla                                         | 57    |       |
| 4. November  | Fritz Neuland                             | Präsident der Israelitischen Kultusgemeinde in München und bayerischer Senator                         | 80    |       |
| 4. November  | Ferenc Szabó                              | ungarischer Komponist                                                                                  | 66    |       |
| 5. November  | Brunolf Baade                             | deutscher Ingenieur der Flugzeugindustrie                                                              | 65    |       |
| 5. November  | Jos De Beuckelaere                        | belgischer Radrennfahrer                                                                               | 44    |       |
| 5. November  | James N. Goodier                          | britisch-US-amerikanischer Ingenieurwissenschaftler für Mechanik                                       | 64    |       |
| 5. November  | Marcus de Jong                            | niederländischer Romanist und Lusitanist                                                               | 67    |       |
| 5. November  | Marcel Leineweber                         | luxemburgischer Kunstturner                                                                            | 56    |       |
| 6. November  | Gerhard Hoffmann                          | deutscher Offizier, zuletzt General der Flakartillerie im Zweiten Weltkrieg                            | 82    |       |
| 6. November  | Max Knoll                                 | deutscher Elektrotechniker                                                                             | 72    |       |
| 6. November  | Theodor Rensing                           | deutscher Historiker und Denkmalpfleger                                                                | 75    |       |
| 6. November  | Susan Taubes                              | US-amerikanische Religions- und Kulturwissenschaftlerin, Schriftstellerin                              |       |       |
| 7. November  | Fritz Brandtner                           | deutsch-kanadischer Maler, Zeichner, Wandmaler und Kunstpädagoge                                       | 73    |       |
| 7. November  | Ciro de Freitas Vale                      | brasilianischer Diplomat                                                                               | 73    |       |
| 7. November  | Adolf Giese                               | deutscher Politiker (KPD/DBD)                                                                          | 63    |       |
| 7. November  | Ernesto Nathan Rogers                     | italienischer Architekt und Architekturtheoretiker                                                     | 60    |       |
| 7. November  | Hermann Schaefer                          | deutscher Angewandter Mathematiker, Ingenieurwissenschaftler und Hochschullehrer                       | 62    |       |
| 7. November  | Paul Vogler                               | deutscher Internist und Hochschulprofessor                                                             | 70    |       |
| 7. November  | Karl Waldmann                             | deutscher Politiker (NSDAP) in Württemberg                                                             | 80    |       |
| 7. November  | Arthur Witty                              | spanisch-englischer Fußballspieler, -funktionär und Geschäftsmann                                      |       |       |
| 8. November  | Wolf Durian                               | deutscher Journalist, Übersetzer und Jugendbuchautor                                                   | 77    |       |
| 8. November  | Viktor Eichler                            | deutscher Bildhauer                                                                                    | 72    |       |
| 8. November  | Karl Ewald                                | deutscher Standfotograf und Fotograf                                                                   | 64    |       |
| 8. November  | Harry Mallin                              | britischer Boxer                                                                                       | 77    |       |
| 8. November  | Vesto Slipher                             | US-amerikanischer Astronom                                                                             | 93    |       |
| 8. November  | Walter Stoltze                            | deutscher Radballspieler                                                                               |       |       |
| 8. November  | Kam Tong                                  | US-amerikanischer Schauspieler                                                                         | 62    |       |
| 9. November  | Valentine Ackland                         | britische Lyrikerin und Antiquitätenhändlerin                                                          | 63    |       |
| 9. November  | Clifford Gray                             | US-amerikanischer Bobsportler                                                                          | 77    |       |
| 9. November  | Werner Hofmann                            | deutscher Soziologe, Mitbegründer der Aktion Demokratischer Fortschritt                                | 47    |       |
| 9. November  | Walter Nischwitz                          | deutscher Politiker (FDP/DVP), MdL                                                                     | 80    |       |
| 9. November  | Carlos Ramos                              | portugiesischer Fado-Sänger                                                                            | 62    |       |
| 9. November  | Margarete Scheel                          | deutsche Bildhauerin und Keramikerin                                                                   | 88    |       |
| 9. November  | Gerhard Woitschell                        | deutscher Politiker (NPD), MdL                                                                         | 59    |       |
| 10. November | Ali Ahmad Bakathir                        | ägyptischer Schriftsteller                                                                             | 58    |       |
| 10. November | Edgar Brown                               | US-amerikanischer Botaniker                                                                            | 98    |       |
| 10. November | Lars Dahlqvist                            | schwedischer Nordischer Kombinierer                                                                    | 34    |       |
| 10. November | Kurt Fiala                                | österreichischer Künstler und Maler                                                                    | 40    |       |
| 10. November | Hans Gysin                                | Schweizer Landwirt und Mundartdichter                                                                  | 87    |       |
| 10. November | Tadeusz Peiper                            | polnischer Dichter, Kunstkritiker und Literaturtheoretiker                                             | 78    |       |
| 10. November | David James Gardiner Rose                 | britischer Kolonialadministrator                                                                       | 46    |       |
| 10. November | Hans Slavos                               | deutscher Künstler                                                                                     | 69    |       |
| 11. November | Horst Biesterfeld                         | deutscher Flottillenadmiral der Bundesmarine                                                           | 62    |       |
| 11. November | Robert Thomas Jenkins                     | walisischer Gelehrter und Historiker                                                                   | 88    |       |
| 11. November | Carroll Knudson                           | US-amerikanischer Musiker und Autor                                                                    | 66    |       |
| 11. November | Erich Kordt                               | deutscher Diplomat                                                                                     | 65    |       |
| 11. November | Leonhard Mennicken                        | deutsch-belgischer Bildhauer                                                                           | 95    |       |
| 11. November | Harry Nestor                              | österreichischer Filmschauspieler in Deutschland und Frankreich                                        | 76    |       |
| 11. November | Jan Petersen                              | deutscher Schriftsteller                                                                               | 63    |       |
| 11. November | Jack Torrance                             | US-amerikanischer Kugelstoßer                                                                          | 57    |       |
| 12. November | Ole-Falk Ebbell-Staehelin                 | norwegisch-schweizerischer Bauingenieur                                                                | 90    |       |
| 12. November | William Friedman                          | US-amerikanischer Militärkryptologe beim Signals Intelligence Service                                  | 78    |       |
| 12. November | Jim Giraud                                | französischer Athlet                                                                                   | 87    |       |
| 12. November | Hermann Klingspor                         | deutscher Unternehmer und Politiker (DVP, DKP, FDP), MdR                                               | 84    |       |
| 12. November | Ludwig Kohl-Larsen                        | deutscher Paläontologe und Forschungsreisender                                                         | 85    |       |
| 12. November | Liu Shaoqi                                | Vorsitzender der Kommunistischen Partei Chinas (KPCh) und Präsident der Volksrepublik China            | 70    |       |
| 12. November | Johann Heinrich Adolf Logemann            | niederländischer Jurist, Hochschullehrer und Politiker (PvdA)                                          | 77    |       |
| 12. November | Iskander Mirza                            | letzte Generalgouverneur des Dominions Pakistan und erster Präsident der Islamischen Republik Pakistan | 69    |       |
| 12. November | José Piendibene                           | uruguayischer Fußballspieler                                                                           | 79    |       |
| 12. November | Johann Thies                              | deutscher Pädagoge und Politiker (CDU), MdB                                                            | 71    |       |
| 12. November | Aarne Valkama                             | finnischer Nordischer Kombinierer                                                                      | 60    |       |
| 13. November | Axel Graatkjær                            | dänischer Kameramann                                                                                   | 84    |       |
| 14. November | Johnny Bayersdorffer                      | US-amerikanischer Jazzmusiker und Komponist                                                            | 70    |       |
| 14. November | Adolf Deter                               | deutscher Politiker (KPD), MdV                                                                         | 69    |       |
| 14. November | Paul Günther                              | deutscher Chemiker                                                                                     | 76    |       |
| 14. November | Fanny Rosenfeld                           | kanadische Leichtathletin                                                                              |       |       |
| 15. November | Ignacio Aldecoa                           | spanischer Schriftsteller                                                                              | 44    |       |
| 15. November | Wilhelm Braun                             | deutscher Skilangläufer                                                                                | 72    |       |
| 15. November | Eda Nemoede Casterton                     | US-amerikanische Malerin                                                                               | 92    |       |
| 15. November | Elisabeth Denis                           | deutsche Sozialarbeiterin                                                                              | 69    |       |
| 15. November | Anna Exl                                  | österreichische Theaterschauspielerin und -intendantin                                                 | 87    |       |
| 15. November | Hans vom Hoff                             | deutscher Politiker und Gewerkschaftsfunktionär                                                        | 70    |       |
| 15. November | Friedrich Holzapfel                       | deutscher Politiker (CDU), MdL                                                                         | 69    |       |
| 15. November | Itō Sei                                   | japanischer Schriftsteller                                                                             | 64    |       |
| 15. November | Boris Josefowitsch Kroyt                  | russisch-amerikanischer Violinist, Bratschist und Musikpädagoge                                        | 72    |       |
| 15. November | Niels Larsen                              | dänischer Sportschütze                                                                                 | 79    |       |
| 15. November | Friedrich Walter Lenz                     | US-amerikanischer Klassischer Philologe deutscher Herkunft                                             | 73    |       |
| 15. November | Günther Tessmann                          | deutscher Forschungsreisender, Botaniker und Ethnologe                                                 | 85    |       |
| 15. November | Arthur Vollstedt                          | deutscher Eisschnellläufer                                                                             | 77    |       |
| 15. November | Paul Waeldin                              | deutscher Jurist, Unternehmer und Politiker (DDP, DStP, DemP, FDP), MdL                                | 81    |       |
| 16. November | Charles W. Henney                         | US-amerikanischer Politiker                                                                            | 85    |       |
| 16. November | Friedrich Stärk                           | US-amerikanischer Musiker                                                                              | 78    |       |
| 16. November | Helmut von Zborowski                      | österreichischer Flugzeugkonstrukteur                                                                  | 64    |       |
| 17. November | Charles Barclay-Harvey                    | britischer Politiker, Mitglied des House of Commons und Gouverneur von South Australia                 | 79    |       |
| 17. November | Norbert Bosset                            | Schweizer Politiker (FDP)                                                                              | 86    |       |
| 17. November | Harrie B. Chase                           | US-amerikanischer Richter                                                                              | 80    |       |
| 17. November | Colin Dunnage                             | australischer Politiker                                                                                | 73    |       |
| 17. November | Walter Dyett                              | US-amerikanischer Geiger und Musiklehrer                                                               | 68    |       |
| 17. November | Alfred Friedrich Flender                  | deutscher Ingenieur und Unternehmer                                                                    | 68    |       |
| 17. November | Muriel Matters                            | in Australien geborene Suffragette, Journalistin, Lehrerin, Schauspielerin und Rednerin                | 92    |       |
| 17. November | Alfred Neu                                | deutscher Jurist und Politiker (SPD), MdL, Minister                                                    | 97    |       |
| 18. November | Wilhelm Bärwinkel                         | deutscher Politiker (SPD)                                                                              | 89    |       |
| 18. November | Johannes Begier                           | deutscher Politiker (SPD), MdHB                                                                        | 83    |       |
| 18. November | Louis Dité                                | österreichischer Organist, Komponist und Musikpädagoge                                                 | 78    |       |
| 18. November | Bridget Dowling                           | deutsche Verwandte von Adolf Hitler                                                                    | 78    |       |
| 18. November | Ted Heath                                 | britischer Posaunist und Bandleader                                                                    | 67    |       |
| 18. November | Léon Jongen                               | belgischer Komponist und Dirigent                                                                      | 85    |       |
| 18. November | Joseph P. Kennedy                         | US-amerikanischer Politiker und Diplomat                                                               | 81    |       |
| 18. November | Walter Pahl                               | deutscher Gewerkschafter und Publizist                                                                 | 66    |       |
| 18. November | Oreste Palella                            | italienischer Filmregisseur, Drehbuchautor und Schauspieler                                            | 57    |       |
| 18. November | Heinrich Sauerwein                        | deutscher Politiker (SPD), MdL                                                                         | 66    |       |
| 18. November | Lily Ross Taylor                          | US-amerikanische Altphilogin und Althistorikerin                                                       | 83    |       |
| 18. November | Hans-Erich Voss                           | deutscher Vizeadmiral der Kriegsmarine                                                                 | 72    |       |
| 19. November | Wilhelm Dreher                            | deutscher Politiker (NSDAP), MdR                                                                       | 77    |       |
| 19. November | Karl Hanusch                              | deutscher Maler und Graphiker                                                                          | 88    |       |
| 19. November | Blasco Lanza D’Ajeta                      | italienischer Diplomat                                                                                 | 62    |       |
| 19. November | Henrik Lundegårdh                         | schwedischer Botaniker                                                                                 | 81    |       |
| 19. November | Hans Schrems                              | deutscher Kirchenmusiker                                                                               | 55    |       |
| 19. November | Joachim Teege                             | deutscher Schauspieler und Kabarettist                                                                 | 43    |       |
| 19. November | Bernhard Velthuysen                       | deutscher Jurist                                                                                       | 88    |       |
| 20. November | Violet Alva                               | indische Politikerin und Rechtsanwältin                                                                | 61    |       |
| 20. November | Herbert Otto Brintzinger                  | deutscher Chemiker                                                                                     | 71    |       |
| 20. November | Christopher Dotterweich                   | US-amerikanischer Radrennfahrer                                                                        | 73    |       |
| 20. November | Maria Keinath                             | deutsche Politikerin (DDP), MdL                                                                        | 81    |       |
| 20. November | Nakamura Gakuryō                          | japanischer Maler                                                                                      | 79    |       |
| 20. November | William Vannecke, 5. Baron Huntingfield   | britischer Politiker, Gouverneur von Victoria                                                          | 86    |       |
| 21. November | Lia Angeleri                              | italienische Schauspielerin                                                                            | 47    |       |
| 21. November | Arnoldo Ellerman                          | argentinischer Schachkomponist                                                                         | 76    |       |
| 21. November | Ishida Hakyō                              | japanischer Lyriker                                                                                    | 56    |       |
| 21. November | Sylvester P. Juergens                     | US-amerikanischer Priester                                                                             | 75    |       |
| 21. November | Norman Lindsay                            | australischer Bildhauer Maler und Schriftsteller                                                       | 90    |       |
| 21. November | John Loaring                              | kanadischer Sprinter und Hürdenläufer                                                                  | 54    |       |
| 21. November | Edward Mutesa                             | ugandischer Politiker, König und Präsident von Uganda                                                  | 45    |       |
| 22. November | Gustav Boehmer                            | deutscher Jurist und Hochschullehrer                                                                   | 88    |       |
| 22. November | Jens Clausen                              | dänisch-US-amerikanischer Botaniker                                                                    | 78    |       |
| 22. November | Wilhelm Elfes                             | deutscher Politiker (Zentrum, CDU, Deutsche Sammlung, Bund der Deutschen, DFU), MdL                    | 85    |       |
| 22. November | Robert Hegglin                            | Schweizer Internist und Kardiologe                                                                     | 62    |       |
| 22. November | Otto Höhne                                | deutscher Generalmajor der Luftwaffe im Zweiten Weltkrieg                                              | 74    |       |
| 22. November | Anton Köhler                              | deutsch-tschechoslowakischer Politiker                                                                 | 80    |       |
| 22. November | Henri Mariotti                            | Schweizer Bildhauer                                                                                    |       |       |
| 23. November | Spade Cooley                              | US-amerikanischer Country-Musiker und Bandleader                                                       | 58    |       |
| 23. November | André Gaboriaud                           | französischer Fechter                                                                                  | 74    |       |
| 23. November | Oswald Glasauer                           | österreichischer Politiker (CS)                                                                        | 86    |       |
| 23. November | Noel Ryan                                 | australischer Schwimmer                                                                                | 57    |       |
| 23. November | Saul Winstein                             | kanadisch-US-amerikanischer Chemiker                                                                   | 57    |       |
| 24. November | Mirko Basaldella                          | italienischer Bildhauer, Maler und Zeichner                                                            | 59    |       |
| 24. November | Leopold Biberti                           | deutsch-schweizerischer Schauspieler                                                                   | 75    |       |
| 24. November | Charles B. Deane                          | US-amerikanischer Politiker                                                                            | 71    |       |
| 24. November | Bruce H. Denney                           | US-amerikanischer Filmtechnikpionier                                                                   | 65    |       |
| 24. November | Walter Hahn                               | deutscher Fotograf                                                                                     | 80    |       |
| 24. November | Howard Marion-Crawford                    | britischer Schauspieler                                                                                | 55    |       |
| 24. November | Jurij Meschenko                           | sowjetisch-ukrainischer Bibliograf, Literatur- und Buchwissenschaftler, Historiker und Sammler         | 77    |       |
| 24. November | Gabriele Reismüller                       | deutsche Schauspielerin                                                                                | 48    |       |
| 24. November | José Maurício da Rocha                    | brasilianischer römisch-katholischer Bischof von Bragança Paulista                                     | 84    |       |
| 24. November | Osmar Spitzner                            | deutscher Jurist                                                                                       | 45    |       |
| 25. November | Henri Fabre                               | französischer Journalist                                                                               | 93    |       |
| 25. November | Hans Reiter                               | deutscher Bakteriologe und Hygieniker                                                                  | 88    |       |
| 26. November | Édouard Cortès                            | französischer Maler                                                                                    | 87    |       |
| 26. November | François Grendel                          | niederländischer Apotheker und Biologe                                                                 | 72    |       |
| 26. November | Pastora María Pavón Cruz                  | spanische Sängerin des Flamencos                                                                       | 79    |       |
| 26. November | Márton Lőrincz                            | ungarischer Ringer                                                                                     | 58    |       |
| 26. November | Otto Neumann                              | deutscher Jurist und Militärrichter                                                                    | 85    |       |
| 26. November | Sofja Wassiljewna Woroschilowa-Romanskaja | russisch-sowjetische Astronomin                                                                        | 83    |       |
| 27. November | Renzo Compagna                            | italienischer Fechter                                                                                  | 76    |       |
| 27. November | Ambrosius Hiltl                           | deutsch-schweizerischer Unternehmensgründer                                                            | 92    |       |
| 27. November | Gyula Mándi                               | ungarischer Fußballspieler und -trainer                                                                | 70    |       |
| 27. November | Eugene W. Ridings                         | US-amerikanischer Offizier, Generalmajor der US-Army                                                   | 70    |       |
| 27. November | László Székely                            | ungarischer Fußballspieler und -trainer                                                                |       |       |
| 28. November | Hans Arnold                               | deutscher Verwaltungsbeamter                                                                           | 67    |       |
| 28. November | Roy Barcroft                              | US-amerikanischer Schauspieler                                                                         | 67    |       |
| 28. November | Honorio Delgado                           | peruanischer Naturwissenschaftler, Mediziner, Philosoph und Autor                                      | 77    |       |
| 28. November | Franz May                                 | deutscher Politiker (NSDAP), MdR und SA-Führer                                                         | 66    |       |
| 29. November | Martin Dresse                             | deutscher Jurist                                                                                       | 89    |       |
| 29. November | Albert R. Hall                            | US-amerikanischer Politiker                                                                            | 85    |       |
| 29. November | Alves Redol                               | portugiesischer Schriftsteller und Journalist                                                          | 57    |       |
| 29. November | Viktor Seiller                            | Generalstabsoffizier in Österreich-Ungarn; Militärattaché; Beamter im Bundeskanzleramt (1945–1956)     | 89    |       |
| 30. November | Rudolf Born                               | deutscher Bildhauer und Professor                                                                      | 87    |       |
| 30. November | Jean Bourciez                             | französischer Romanist                                                                                 | 75    |       |
| 30. November | Gerhard von Frankenberg                   | deutscher Zoologe und Politiker (SPD)                                                                  | 76    |       |
| 30. November | René Mariat                               | französischer Politiker, Mitglied der Nationalversammlung                                              | 58    |       |
| 30. November | Bernhard Scheichelbauer                   | österreichischer Freimaurer und Autor                                                                  | 79    |       |
| 30. November | Werner Schulz-Wittan                      | deutscher Schauspieler und Regisseur                                                                   | 62    |       |
| November     | Richard Hoyer                             | österreichischer Bergsteiger                                                                           | 26    |       |
| November     | Gustav Ichheiser                          | US-amerikanischer Soziologe und Psychologe                                                             |       |       |

## Dezember
| Tag          | Name                                                 | Beruf, bekannt als                                                                                              | Alter | Beleg |
| ------------ | ---------------------------------------------------- | --- | ----- | ----- |
| 1. Dezember  | Pál Faragó                                           | ungarischer Schachkomponist                                                                                     | 83    |       |
| 1. Dezember  | Jakob Fuchs                                          | deutscher Bildhauer und Politiker (CVP), MdL Saarland                                                           | 78    |       |
| 1. Dezember  | Magic Sam                                            | US-amerikanischer Blues-Gitarrist und -Sänger                                                                   | 32    |       |
| 1. Dezember  | Alexander Matting                                    | deutscher Metallurg; Rektor der Technischen Hochschule Hannover                                                 | 72    |       |
| 1. Dezember  | Erna Schlüter                                        | deutsche Sopranistin                                                                                            | 65    |       |
| 1. Dezember  | František Ventura                                    | tschechoslowakischer Springreiter                                                                               | 75    |       |
| 2. Dezember  | José María Arguedas                                  | peruanischer Schriftsteller                                                                                     | 58    |       |
| 2. Dezember  | Theodor Pakheiser                                    | deutscher Dermatologe, Rassenhygieniker und NS-Gesundheitsfunktionär in Baden                                   | 71    |       |
| 2. Dezember  | Wilhelm Repsold                                      | deutscher Bildhauer, Keramiker, Illustrator und Scherenschnittkünstler                                          | 84    |       |
| 2. Dezember  | Kliment Jefremowitsch Woroschilow                    | Partei- und Staatsfunktionär sowie Marschall der Sowjetunion                                                    | 88    |       |
| 3. Dezember  | Eduardo Astengo                                      | peruanischer Fußballspieler                                                                                     | 64    |       |
| 3. Dezember  | William Carron, Baron Carron                         | britischer Gewerkschaftsfunktionär                                                                              | 67    |       |
| 3. Dezember  | Arnošt Hrabal                                        | tschechischer Künstler, Priester und Pädagoge                                                                   | 82    |       |
| 3. Dezember  | Trude Kolman                                         | deutsche Schauspielerin, Kabarettistin, Regisseurin und Theaterleiterin                                         | 65    |       |
| 3. Dezember  | Heinrich Triebnigg                                   | österreichischer Ingenieur und Hochschullehrer                                                                  | 73    |       |
| 3. Dezember  | Ruth White                                           | US-amerikanische Schauspielerin                                                                                 | 55    |       |
| 3. Dezember  | Mathias Wieman                                       | deutscher Schauspieler                                                                                          | 67    |       |
| 4. Dezember  | Fritz Brix                                           | deutscher Kommunalpolitiker                                                                                     | 70    |       |
| 4. Dezember  | Sophia Gorham                                        | britische Teilnehmerin bei olympischen Motorbootwettkämpfen                                                     |       |       |
| 4. Dezember  | Fred Hampton                                         | schwarzer Bürgerrechtsaktivist in den USA                                                                       | 21    |       |
| 4. Dezember  | Karl Kaufmann                                        | deutscher Politiker (NSDAP), MdR, NS-Gauleiter in Hamburg, Reichskommissar für Deutsche Seeschiffahrt, Täter... | 69    |       |
| 4. Dezember  | Alexandru Marky                                      | rumänischer Fußballspieler                                                                                      | 50    |       |
| 4. Dezember  | Sidney Meyers                                        | US-amerikanischer Regisseur, Drehbuchautor und Filmeditor                                                       | 63    |       |
| 4. Dezember  | Max Obé                                              | deutscher Mediziner, Medizinalbeamter, Ärztefunktionär                                                          | 80    |       |
| 4. Dezember  | Jack Payne                                           | britischer Orchesterleiter                                                                                      | 70    |       |
| 4. Dezember  | Erich Riedeberger                                    | deutscher Turner und Sportfunktionär                                                                            | 66    |       |
| 4. Dezember  | Bohdan Winiarski                                     | polnischer Rechtswissenschaftler und Präsident des Internationalen Gerichtshofs                                 | 85    |       |
| 4. Dezember  | Hans Winter                                          | deutscher Gartenbauinspektor, Vertreter der Grünen Moderne                                                      | 74    |       |
| 5. Dezember  | Alice von Battenberg                                 | Schwiegermutter der Königin Elisabeth II. (Vereinigtes Königreich)                                              | 84    |       |
| 5. Dezember  | Jean Bayet                                           | französischer Altphilologe                                                                                      | 83    |       |
| 5. Dezember  | Claude Dornier                                       | deutscher Flugzeugkonstrukteur                                                                                  | 85    |       |
| 5. Dezember  | William Gilmore                                      | US-amerikanischer Rudersportler                                                                                 | 74    |       |
| 5. Dezember  | Stump Johnson                                        | US-amerikanischer Bluesmusiker                                                                                  | 67    |       |
| 5. Dezember  | Yamashita Katsuji                                    | japanischer Ökonom, Professor für Betriebswirtschaftslehre                                                      | 63    |       |
| 5. Dezember  | Ernest Sheppard Pinfold                              | britischer Geologe                                                                                              | 80    |       |
| 5. Dezember  | Siegfried Wilke                                      | deutscher Politiker                                                                                             | 78    |       |
| 6. Dezember  | Walther Aeschbacher                                  | Schweizer Dirigent und Komponist                                                                                | 68    |       |
| 6. Dezember  | Siegfried Aufhäuser                                  | deutscher Gewerkschaftsführer und Politiker (SPD, USPD), MdR                                                    | 85    |       |
| 6. Dezember  | Florence Horsbrugh, Baroness Horsbrugh               | britische Politikerin, Mitglied des House of Commons                                                            | 80    |       |
| 6. Dezember  | Hugo Hudec                                           | österreichischer Komponist und Kapellmeister                                                                    | 76    |       |
| 6. Dezember  | Meredith Hunter                                      | afro-amerikanischer Jugendlicher, der während eines Rolling-Stones-Konzertes erstochen wurde                    | 18    |       |
| 6. Dezember  | Rudolf Pühringer                                     | österreichischer Kunsthistoriker                                                                                | 78    |       |
| 6. Dezember  | Hans Rose                                            | deutscher U-Boot-Kommandant im Ersten Weltkrieg                                                                 | 84    |       |
| 6. Dezember  | Aburaya Tatsu                                        | japanischer Maler                                                                                               | 83    |       |
| 6. Dezember  | Jost Walbaum                                         | deutscher Mediziner und Nationalsozialist                                                                       | 80    |       |
| 7. Dezember  | Giuseppe Blanc                                       | italienischer Komponist                                                                                         | 83    |       |
| 7. Dezember  | Élisabeth d’Ayen                                     | französische Tennisspielerin                                                                                    | 81    |       |
| 7. Dezember  | Maria Kasterska                                      | polnische Schriftstellerin und Literaturwissenschaftlerin                                                       | 75    |       |
| 7. Dezember  | Hans Pfülf                                           | bayerischer Unternehmer und Wirtschaftsvertreter                                                                | 76    |       |
| 7. Dezember  | Eric Portman                                         | britischer Schauspieler                                                                                         | 68    |       |
| 7. Dezember  | Franz Schlegl                                        | österreichischer Politiker (ÖVP), Landtagsabgeordneter                                                          | 61    |       |
| 7. Dezember  | Ladislav Šimůnek                                     | tschechoslowakischer Fußballspieler und -trainer                                                                | 53    |       |
| 7. Dezember  | Albert Weinstein                                     | deutscher Weit- und Dreispringer                                                                                | 84    |       |
| 7. Dezember  | Hugh Williams                                        | britischer Schauspieler und Autor                                                                               | 65    |       |
| 8. Dezember  | Edolf Aasen                                          | norwegischer Buchdrucker                                                                                        | 92    |       |
| 8. Dezember  | Fuller Albright                                      | US-amerikanischer Endokrinologe                                                                                 | 69    |       |
| 8. Dezember  | Higini Anglès i Pàmies                               | katalanischer Musikwissenschaftler und Priester                                                                 | 81    |       |
| 8. Dezember  | Fritz Arndt                                          | deutscher Chemiker                                                                                              | 84    |       |
| 8. Dezember  | Franz Bauer                                          | deutscher Lehrer und Mundartschriftsteller                                                                      | 68    |       |
| 8. Dezember  | Vincenzo Davico                                      | italienischer Komponist                                                                                         | 80    |       |
| 8. Dezember  | Karl Fiehler                                         | deutscher Politiker (NSDAP), MdR                                                                                | 74    |       |
| 8. Dezember  | Josua Leander Gampp                                  | deutscher Graphiker, Maler und Hochschullehrer                                                                  | 80    |       |
| 8. Dezember  | Brunon Gęstwicki                                     | polnischer Maler                                                                                                | 87    |       |
| 8. Dezember  | Gustav Götzinger                                     | österreichischer Geologe                                                                                        | 89    |       |
| 8. Dezember  | Victor Hopkins                                       | US-amerikanischer Radrennfahrer                                                                                 | 65    |       |
| 9. Dezember  | Carlo Allorio                                        | römisch-katholischer Bischof von Pavia (1942–1968)                                                              | 78    |       |
| 9. Dezember  | Parelius Finnerud                                    | norwegischer Langstreckenläufer                                                                                 | 81    |       |
| 9. Dezember  | Hans Heller                                          | deutscher Komponist                                                                                             | 71    |       |
| 9. Dezember  | Bobby Henderson                                      | US-amerikanischer Jazzpianist                                                                                   | 59    |       |
| 9. Dezember  | Fanny Jensen                                         | dänische sozialdemokratische Politikerin, Mitglied des Folketing                                                | 79    |       |
| 9. Dezember  | Stojko Stojkow                                       | bulgarischer Wissenschaftler                                                                                    | 57    |       |
| 10. Dezember | Franco Capuana                                       | italienischer Dirigent und Komponist                                                                            | 75    |       |
| 10. Dezember | Leigh Harline                                        | amerikanischer Filmkomponist                                                                                    | 62    |       |
| 10. Dezember | Mark-Lee Kirk                                        | US-amerikanischer Filmarchitekt                                                                                 | 74    |       |
| 10. Dezember | Walter Lichel                                        | deutscher Offizier, zuletzt General der Infanterie im Zweiten Weltkrieg                                         | 84    |       |
| 11. Dezember | Henri Bréau                                          | französischer Radsportler                                                                                       | 69    |       |
| 11. Dezember | Walter Hellenthal                                    | deutscher Diplomat                                                                                              | 73    |       |
| 11. Dezember | Edith Rotch                                          | US-amerikanische Tennisspielerin                                                                                | 95    |       |
| 11. Dezember | Otto Schmidt                                         | deutscher Verwaltungsbeamter und Politiker (SPD), MdL                                                           | 70    |       |
| 11. Dezember | Martin Thust                                         | deutscher Theologe, Pfarrer, Mathematiker, Pfarrer in Holzgerlingen (1947–1960)                                 | 77    |       |
| 11. Dezember | Benjamin Mather Woodbridge                           | US-amerikanischer Romanist und Literaturwissenschaftler                                                         | 85    |       |
| 11. Dezember | Gostan Zarian                                        | armenischer Schriftsteller und Maler                                                                            | 84    |       |
| 12. Dezember | André Arbus                                          | französischer Innendekorateur, Bildhauer, Architekt und Hochschullehrer                                         | 66    |       |
| 12. Dezember | Walter Reger                                         | deutscher Bildhauer und Hochschullehrer                                                                         | 80    |       |
| 13. Dezember | Viktor Bauer                                         | deutscher Luftwaffenoffizier im Zweiten Weltkrieg                                                               | 54    |       |
| 13. Dezember | Hans Glas                                            | deutscher Unternehmer                                                                                           | 79    |       |
| 13. Dezember | John McSweeney                                       | US-amerikanischer Politiker (Demokratische Partei)                                                              | 78    |       |
| 13. Dezember | Luigi Pavese                                         | italienischer Schauspieler                                                                                      | 72    |       |
| 13. Dezember | Shishi Bunroku                                       | japanischer Schriftsteller                                                                                      | 76    |       |
| 13. Dezember | Raymond A. Spruance                                  | Admiral der US Navy                                                                                             | 83    |       |
| 13. Dezember | Lina Weier                                           | deutsche Politikerin (KPD), MdL                                                                                 | 72    |       |
| 14. Dezember | Edward Hill, Baron Hill of Wivenhoe                  | britischer Gewerkschaftsfunktionär                                                                              | 70    |       |
| 14. Dezember | Adolf Höschle                                        | deutscher Fußballspieler                                                                                        | 70    |       |
| 14. Dezember | Bruno Huber                                          | österreichischer Botaniker und Hochschulprofessor                                                               | 70    |       |
| 14. Dezember | Kurt Ohff                                            | deutscher Politiker (parteilos), MdL                                                                            | 63    |       |
| 14. Dezember | Marco Sala                                           | italienischer Fußballspieler                                                                                    | 83    |       |
| 14. Dezember | Selatie Edgar Stout                                  | US-amerikanischer Altphilologe                                                                                  | 97    |       |
| 14. Dezember | Thilo von Trotha                                     | deutscher Politiker (DNVP), MdR                                                                                 | 87    |       |
| 14. Dezember | Felix Hebert                                         | US-amerikanischer Politiker                                                                                     | 95    |       |
| 15. Dezember | Karl Theodor Bleek                                   | deutscher Politiker (FDP), MdL                                                                                  | 71    |       |
| 15. Dezember | Erich Bockler                                        | deutscher Rechtsanwalt und Politiker                                                                            | 70    |       |
| 15. Dezember | Johann Busch                                         | Schweizer Unternehmer                                                                                           | 79    |       |
| 15. Dezember | Adalbert Defner                                      | österreichischer Landschaftsfotograf                                                                            | 85    |       |
| 15. Dezember | Hans Ebner                                           | österreichischer Politiker (HB, fraktionslos), Abgeordneter zum Nationalrat                                     | 80    |       |
| 15. Dezember | Ewald Glombitza                                      | deutscher Politiker (KPD), Bürgermeister und MdL                                                                | 91    |       |
| 15. Dezember | Giuseppe Pinelli                                     | italienischer Eisenbahnarbeiter und anarchistischer Aktivist                                                    | 41    |       |
| 15. Dezember | Willy Røgeberg                                       | norwegischer Sportschütze                                                                                       | 64    |       |
| 16. Dezember | Joseph Pless                                         | banatschwäbischer römisch-katholischer Ordinarius von Timișoara                                                 | 89    |       |
| 16. Dezember | William Ramsden                                      | britischer Generalmajor                                                                                         | 81    |       |
| 16. Dezember | Rosa Rück                                            | österreichische Politikerin (SPÖ), Abgeordnete zum Nationalrat, Mitglied des Bundesrates                        | 72    |       |
| 16. Dezember | Wilhelm Waterstrat                                   | Abgeordneter der Lübecker Bürgerschaft                                                                          | 70    |       |
| 17. Dezember | Artur da Costa e Silva                               | brasilianischer Politiker, Präsident Brasiliens während der Militärdiktatur                                     | 70    |       |
| 17. Dezember | Alfred Günther                                       | deutscher Lyriker und Journalist                                                                                | 84    |       |
| 17. Dezember | Karl Kritz                                           | austroamerikanischer Dirigent                                                                                   | 63    |       |
| 17. Dezember | Herbert Wild                                         | deutscher Politiker der NSDAP                                                                                   | 83    |       |
| 18. Dezember | Amalia Björck                                        | schwedische Schriftstellerin                                                                                    | 89    |       |
| 18. Dezember | Charles Dvorak                                       | US-amerikanischer Leichtathlet                                                                                  | 91    |       |
| 19. Dezember | Juan Alvarado                                        | chilenischer Fußballspieler                                                                                     | 76    |       |
| 19. Dezember | Rolf Dahlgrün                                        | deutscher Politiker (FDP), MdHB, MdB                                                                            | 61    |       |
| 19. Dezember | Maria Eckertz                                        | deutsche Politikerin (KPD), Abgeordnete des Preußischen Landtags                                                | 69    |       |
| 19. Dezember | Kurt Fischer                                         | deutscher Bürgermeister                                                                                         | 59    |       |
| 19. Dezember | Arthur Kay                                           | Dirigent, Komponist, Arrangeur und Cellist                                                                      | 87    |       |
| 19. Dezember | Friedrich Joachim Klähn                              | deutscher Schriftsteller                                                                                        | 74    |       |
| 19. Dezember | Joseph Slepian                                       | US-amerikanischer Mathematiker und Elektroingenieur                                                             | 78    |       |
| 20. Dezember | Michael Temple Canfield                              | US-amerikanischer diplomatischer Berater                                                                        | 43    |       |
| 20. Dezember | Adolfo Consolini                                     | italienischer Leichtathlet                                                                                      | 52    |       |
| 20. Dezember | James H. Duff                                        | US-amerikanischer Politiker                                                                                     | 86    |       |
| 20. Dezember | Fritz Stamer                                         | deutscher Pilot, Fluglehrer und Flugzeugkonstrukteur                                                            | 72    |       |
| 20. Dezember | Willy Steinmetz                                      | deutscher Ingenieur, Unternehmer und Politiker (DP, CDU), MdL, MdB                                              | 69    |       |
| 20. Dezember | Adolf Vogel                                          | deutsch-österreichischer Opernsänger (Bassbariton)                                                              | 72    |       |
| 21. Dezember | Georges Catroux                                      | französischer General und Diplomat                                                                              | 92    |       |
| 21. Dezember | Juan Gardeazábal                                     | spanischer Fußballschiedsrichter                                                                                | 36    |       |
| 21. Dezember | Heinrich Raab                                        | österreichischer Politiker (Vaterländische Front), Bürgermeister von St. Pölten                                 | 76    |       |
| 21. Dezember | Martha Schaupp-Welsch                                | deutsche Illustratorin                                                                                          | 75    |       |
| 21. Dezember | Hermann Werner Siemens                               | deutscher Mediziner und Dermatologe                                                                             | 78    |       |
| 21. Dezember | Ilse Steppat                                         | deutsche Schauspielerin                                                                                         | 52    |       |
| 22. Dezember | Armin von Gerkan                                     | deutscher Archäologe und Bauforscher                                                                            | 85    |       |
| 22. Dezember | Olga Körner                                          | deutsche Politikerin (SPD, KPD, SED), MdR                                                                       | 82    |       |
| 22. Dezember | Walther Löbering                                     | deutscher Maler, Graphiker, Bildhauer und Astronom                                                              | 84    |       |
| 22. Dezember | Marcus Melchior                                      | dänischer Rabbiner                                                                                              | 72    |       |
| 22. Dezember | August Momberger                                     | deutscher Automobilrennfahrer und Ingenieur                                                                     | 64    |       |
| 22. Dezember | Enrique Peñaranda del Castillo                       | bolivianischer General und Präsident der Republik Bolivien                                                      | 77    |       |
| 22. Dezember | José Régio                                           | portugiesischer Schriftsteller und Romancier                                                                    | 68    |       |
| 22. Dezember | Josef von Sternberg                                  | US-amerikanischer Regisseur österreichischer Herkunft                                                           | 75    |       |
| 22. Dezember | Karl Wick                                            | schweizerischer Journalist und Politiker (KVP)                                                                  | 78    |       |
| 23. Dezember | Lina Ammon                                           | deutsche Politikerin                                                                                            | 80    |       |
| 23. Dezember | Léon Barsacq                                         | französisch-russischer Filmarchitekt                                                                            | 63    |       |
| 23. Dezember | Tiburcio Carías Andino                               | honduranischer Präsident                                                                                        | 93    |       |
| 23. Dezember | Curt Hesse                                           | deutscher Unternehmer und IHK Präsident                                                                         | 71    |       |
| 23. Dezember | Egon Jameson                                         | Publizist und Autor                                                                                             | 74    |       |
| 23. Dezember | Karl Odermatt                                        | Schweizer Politiker                                                                                             | 87    |       |
| 23. Dezember | Henri Trébor                                         | französischer Automobilrennfahrer                                                                               | 68    |       |
| 23. Dezember | J. A. Vesely                                         | österreichischer Filmproduktionsleiter                                                                          | 68    |       |
| 24. Dezember | Mary Barratt Due                                     | norwegische Pianistin und Musikpädagogin                                                                        | 81    |       |
| 24. Dezember | August Hagedorn                                      | deutscher Politiker (SPD), MdBB und Präsident der Bremischen Bürgerschaft (1946–1966)                           | 81    |       |
| 24. Dezember | Friedrich Metz                                       | deutscher Geograph und Professor                                                                                | 79    |       |
| 24. Dezember | Kurt Prager                                          | deutscher Mundartdichter                                                                                        | 68    |       |
| 24. Dezember | Seabury Quinn                                        | US-amerikanischer Genre-Schriftsteller                                                                          |       |       |
| 24. Dezember | Alma Richter                                         | deutsche liberale Politikerin (DVP, LDPD, FDP)                                                                  | 90    |       |
| 24. Dezember | Hans Schatzdorfer                                    | österreichischer Mundartdichter, Geigenbauer und Tischler                                                       | 72    |       |
| 24. Dezember | Richard Spreu                                        | deutscher Landrat                                                                                               | 73    |       |
| 25. Dezember | Eugen von Beulwitz                                   | deutscher Marineoffizier und Übersetzer                                                                         | 80    |       |
| 25. Dezember | Kurata Chikara                                       | japanischer Unternehmer, 2. Präsident von Hitachi                                                               | 83    |       |
| 25. Dezember | Theodor Dombart                                      | deutscher Architekt und Hochschullehrer                                                                         | 85    |       |
| 25. Dezember | Hans Ellmerer                                        | österreichischer Politiker (CS), Abgeordneter zum Nationalrat                                                   | 79    |       |
| 25. Dezember | Gustav Freiherr von Mauchenheim genannt Bechtolsheim | deutscher Offizier, zuletzt Generalmajor im Zweiten Weltkrieg                                                   | 80    |       |
| 26. Dezember | Willy Bouffier                                       | deutscher Wirtschaftsprüfer, Rektor der Hochschule für Welthandel in Wien                                       | 66    |       |
| 26. Dezember | Fritz Brenner                                        | deutscher Arzt und Pathologe                                                                                    | 92    |       |
| 26. Dezember | Jakob Diel                                           | deutscher Gutsbesitzer und Politiker (Zentrum, CDU), MdL, MdB                                                   | 83    |       |
| 26. Dezember | Josef Hromádka                                       | tschechischer Geistlicher, evangelisch-lutherischer Theologe                                                    | 80    |       |
| 26. Dezember | Johannes Roß                                         | deutscher römisch-katholischer Ordensgeistlicher (Jesuit) und Bischof                                           | 94    |       |
| 26. Dezember | Jiří Šlitr                                           | tschechischer Liedermacher, Komponist, Pianist, Sänger, Schauspieler, Zeichner und Graphiker                    | 45    |       |
| 26. Dezember | Gunnar Söderlindh                                    | schwedischer Turner                                                                                             | 73    |       |
| 26. Dezember | Louise de Vilmorin                                   | französische Schriftstellerin, Dichterin und Journalistin                                                       | 67    |       |
| 26. Dezember | Fritz Werner                                         | deutscher Richter, Präsident des Bundesverwaltungsgerichts                                                      | 63    |       |
| 27. Dezember | Henri Barbenés                                       | deutsch-französischer Ruderer                                                                                   | 84    |       |
| 27. Dezember | Hans Gumplmayer                                      | österreichischer Politiker (SPÖ), Abgeordneter zum Nationalrat                                                  | 85    |       |
| 27. Dezember | Hans Kleina                                          | deutscher Fußballspieler                                                                                        | 44    |       |
| 27. Dezember | Paul Loercher                                        | deutscher Bauingenieur                                                                                          | 97    |       |
| 27. Dezember | Ōtani Takejirō                                       | japanischer Unternehmer                                                                                         | 92    |       |
| 27. Dezember | Thomas Simey, Baron Simey                            | britischer Soziologe, Hochschullehrer und Politiker                                                             | 63    |       |
| 27. Dezember | Robert G. Simmons                                    | US-amerikanischer Politiker                                                                                     | 78    |       |
| 27. Dezember | Alexei Pawlowitsch Sokolski                          | sowjetischer Schachspieler                                                                                      | 61    |       |
| 27. Dezember | Wilhelm Warsch                                       | deutscher Beamter, Bürgermeister und Politiker (CDU), MdL                                                       | 74    |       |
| 28. Dezember | Josef Gelegs                                         | österreichischer Fußballspieler                                                                                 | 56    |       |
| 28. Dezember | Rudolf Hauschka                                      | österreichischer Chemiker, Begründer des Unternehmens Wala Heilmittel GmbH                                      | 78    |       |
| 28. Dezember | Heinrich Kliewe                                      | deutscher Hygieniker, Bakteriologe und Hochschullehrer                                                          | 77    |       |
| 28. Dezember | Henry Oscar                                          | britischer Schauspieler                                                                                         | 78    |       |
| 28. Dezember | William Richardson                                   | US-amerikanischer Leichtathlet                                                                                  | 66    |       |
| 29. Dezember | Ricardo Adolfo de la Guardia Arango                  | panamaischer Politiker, Staatspräsident (1941–1949)                                                             | 70    |       |
| 29. Dezember | José Echániz                                         | kubanischer Pianist, Dirigent und Musikpädagoge                                                                 | 64    |       |
| 29. Dezember | Sophie von Engelbrechten                             | deutsche Mäzenin im Sozialbereich und Frauenrechtlerin in Bremen                                                | 95    |       |
| 29. Dezember | Franz Koch                                           | deutsch-österreichischer Germanist und Literaturhistoriker                                                      | 81    |       |
| 29. Dezember | Alice Lach                                           | österreichische Schauspielerin                                                                                  | 76    |       |
| 29. Dezember | Peter Nellen                                         | deutscher Politiker (CDU, SPD), MdB                                                                             | 57    |       |
| 29. Dezember | William Quindt                                       | deutscher Journalist und Schriftsteller                                                                         | 71    |       |
| 29. Dezember | Kurt Richter                                         | deutscher Schachspieler                                                                                         | 69    |       |
| 29. Dezember | Karl Josef Rößler                                    | deutscher Politiker                                                                                             | 91    |       |
| 29. Dezember | Gotthard Schuh                                       | Schweizer Fotograf                                                                                              | 72    |       |
| 29. Dezember | Richard Schulze                                      | deutscher Oberregierungsrat                                                                                     | 71    |       |
| 29. Dezember | Johann Karl von Stechow                              | deutscher Botschafter                                                                                           | 67    |       |
| 29. Dezember | Franz Wirz                                           | deutscher Dermatologe, Hochschullehrer und NS-Funktionär                                                        | 80    |       |
| 30. Dezember | Angelina Beloff                                      | russische Malerin und Bildhauerin                                                                               | 90    |       |
| 30. Dezember | Muhibb ad-Dīn al-Chatīb                              | syrischer Publizist                                                                                             | 83    |       |
| 30. Dezember | Dixie Davis                                          | US-amerikanischer Anwalt                                                                                        |       |       |
| 30. Dezember | Georg Hempel                                         | deutscher Künstler und Scherenschneider                                                                         | 75    |       |
| 30. Dezember | Wilhelm W. Hoffmann                                  | deutscher Architekt und Architekturhistoriker                                                                   | 79    |       |
| 30. Dezember | Herbert Huscher                                      | deutscher Anglist                                                                                               | 76    |       |
| 30. Dezember | Reinhard Mecke                                       | deutscher Physiker                                                                                              | 74    |       |
| 30. Dezember | Jiří Trnka                                           | tschechischer bildender Künstler, Illustrator, Szenarist und Regisseur animierter Filme                         | 57    |       |
| 30. Dezember | Heinrich Vetter                                      | deutscher Politiker (NSDAP), MdR                                                                                | 79    |       |
| 30. Dezember | Yuki Shigeko                                         | japanische Schriftstellerin                                                                                     | 69    |       |
| 31. Dezember | Carl-Christian Arfsten                               | deutscher Politiker (CDU), MdL                                                                                  | 80    |       |
| 31. Dezember | Asta Brügelmann                                      | deutsche Pazifistin und Frauenrechtlerin                                                                        | 76    |       |
| 31. Dezember | Ernst Flückiger                                      | Schweizer Schuldirektor, Heimatforscher und Bühnenautor                                                         | 79    |       |
| 31. Dezember | Benjamin Hedges                                      | US-amerikanischer Hochspringer                                                                                  | 62    |       |
| 31. Dezember | Friedrich Michael Jetter                             | deutscher Landrat                                                                                               | 57    |       |
| 31. Dezember | Theodor Reik                                         | US-amerikanischer Psychoanalytiker und Autor                                                                    | 81    |       |
| 31. Dezember | Harve Tibbott                                        | US-amerikanischer Politiker                                                                                     | 84    |       |
| Dezember     | Rita Clermont                                        | deutsche Schauspielerin                                                                                         |       |       |
| Dezember     | Charlotte Scheier-Herold                             | deutsche Schauspielerin und Synchronsprecherin                                                                  | 69    |       |